# Kevin Akpoguma
Kevin Akpoguma est un footballeur international nigérian né le 19 avril 1995 à Neustadt an der Weinstraße. Il évolue au poste de défenseur central au TSG Hoffenheim.
Né en Allemagne, il évolue sous les couleurs allemandes avec les sélections de jeunes avant d'opter pour le Nigeria chez les seniors.

## Carrière
Il évolue depuis 2013 au TSG 1899 Hoffenheim.
Le 30 décembre 2018, il est prêté pour six mois au Hanovre 96, à partir du 1er janvier 2019.

## Statistiques
Le tableau ci-dessous retrace la carrière de Kevin Akpoguma depuis ses débuts :

### En club
| Saison                | Club                      | Championnat            | Championnat | Championnat | Coupe(s) nationale(s) | Coupe(s) nationale(s) | Compétition(s) continentale(s) | Compétition(s) continentale(s) | Compétition(s) continentale(s) | Total | Total |
| Saison                | Club                      | Division               | M.          | B.          | M.                    | B.                    | Comp.                          | M.                             | B.                             | M.    | B.    |
| 2012-2013             | Karlsruher SC             | 3.Liga                 | 8           | 1           | -                     | -                     | -                              | -                              | -                              | 8     | 1     |
| Sous-total            | Sous-total                | Sous-total             | 8           | 1           | 0                     | 0                     | -                              | 0                              | 0                              | 8     | 1     |
| 2013-2014             | TSG Hoffenheim II         | Regionalliga Sud Ouest | 26          | 1           | -                     | -                     | -                              | -                              | -                              | 26    | 1     |
| 2014-2015             | TSG Hoffenheim II         | Regionalliga Sud Ouest | 29          | 2           | -                     | -                     | -                              | -                              | -                              | 29    | 2     |
| 2017-2018             | TSG Hoffenheim II         | Regionalliga Sud Ouest | 4           | 0           | -                     | -                     | -                              | -                              | -                              | 4     | 0     |
| 2019-2020             | TSG Hoffenheim II         | Regionalliga Sud Ouest | 1           | 0           | -                     | -                     | -                              | -                              | -                              | 1     | 0     |
| 2020-2021             | TSG Hoffenheim II         | Regionalliga Sud Ouest | 2           | 0           | -                     | -                     | -                              | -                              | -                              | 2     | 0     |
| Sous-total            | Sous-total                | Sous-total             | 62          | 3           | 0                     | 0                     | -                              | 0                              | 0                              | 62    | 3     |
| 2015-2016             | Fortuna Düsseldorf (prêt) | 2.Bundesliga           | 17          | 0           | 1                     | 0                     | -                              | -                              | -                              | 18    | 0     |
| 2016-2017             | Fortuna Düsseldorf (prêt) | 2.Bundesliga           | 28          | 0           | 2                     | 1                     | -                              | -                              | -                              | 30    | 1     |
| Sous-total            | Sous-total                | Sous-total             | 45          | 0           | 3                     | 1                     | -                              | 0                              | 0                              | 48    | 1     |
| 2018-2019             | Hanovre 96 (prêt)         | Bundesliga             | 4           | 0           | -                     | -                     | -                              | -                              | -                              | 4     | 0     |
| Sous-total            | Sous-total                | Sous-total             | 4           | 0           | 0                     | 0                     | -                              | 0                              | 0                              | 4     | 0     |
| 2017-2018             | TSG Hoffenheim            | Bundesliga             | 22          | 0           | 1                     | 0                     | -                              | -                              | -                              | 23    | 0     |
| 2018-2019             | TSG Hoffenheim            | Bundesliga             | 8           | 0           | -                     | -                     | C1                             | 2                              | 0                              | 10    | 0     |
| 2019-2020             | TSG Hoffenheim            | Bundesliga             | 18          | 0           | 1                     | 0                     | -                              | -                              | -                              | 19    | 0     |
| 2020-2021             | TSG Hoffenheim            | Bundesliga             | 16          | 1           | 2                     | 1                     | C3                             | 4                              | 0                              | 22    | 2     |
| 2021-2022             | TSG Hoffenheim            | Bundesliga             | 26          | 2           | 3                     | 0                     | -                              | -                              | -                              | 29    | 2     |
| 2022-2023             | TSG Hoffenheim            | Bundesliga             | 28          | 0           | 2                     | 0                     | -                              | -                              | -                              | 30    | 0     |
| 2023-2024             | TSG Hoffenheim            | Bundesliga             | 12          | 0           | 1                     | 0                     | -                              | -                              | -                              | 13    | 0     |
| Sous-total            | Sous-total                | Sous-total             | 130         | 3           | 10                    | 1                     | -                              | 6                              | 0                              | 146   | 4     |
| Total sur la carrière | Total sur la carrière     | Total sur la carrière  | 249         | 7           | 13                    | 2                     | -                              | 6                              | 0                              | 268   | 9     |

## Palmarès

### En équipe nationale
- Allemagne -17 ans
  - Finaliste du Championnat d'Europe de football des moins de 17 ans en 2012
  - Champion d'Europe de football des moins de 19 ans en 2014